# Henckelia teres
Henckelia teres är en tvåhjärtbladig växtart som först beskrevs av Charles Baron Clarke, och fick sitt nu gällande namn av Brian Laurence Burtt. Henckelia teres ingår i släktet Henckelia och familjen Gesneriaceae. Inga underarter finns listade i Catalogue of Life.